# Natuurpark Salines de Santa Pola

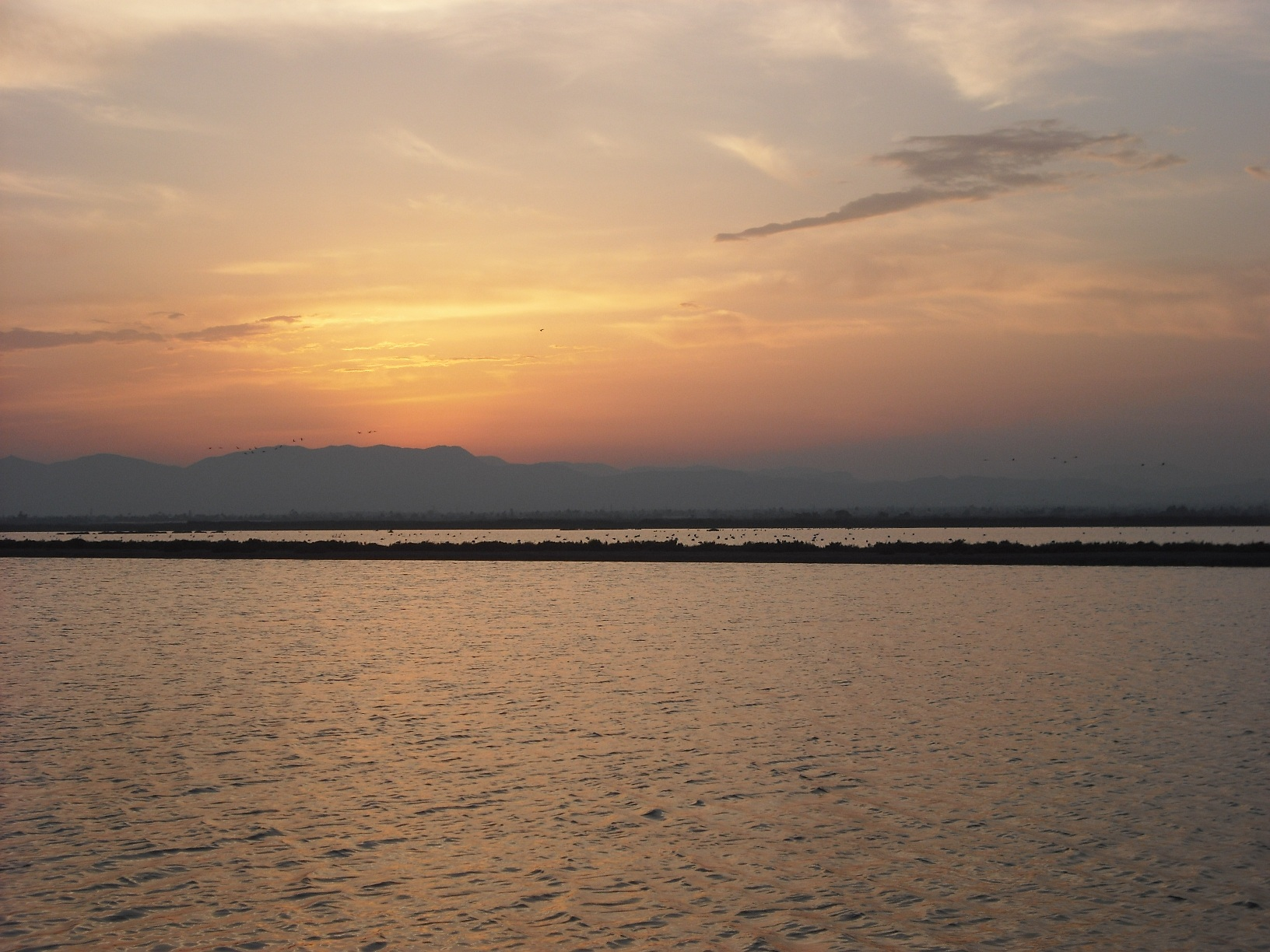

Het Natuurpark Salines de Santa Pola (Valenciaans: Parc Natural del les Salines de Santa Pola/Spaans: Parque natural de las Salinas de Santa Pola) is een natuurpark in de regio Valencia in Spanje. Het natuurpark werd opgericht in 1994 en is 2470 hectare groot. Het natuurpark omvat de zoutpannen van Santa Pola met moeras en watervogels.